# Talitha Diggs
Talitha Diggs (22 de agosto de 2002) es una deportista estadounidense que compite en atletismo, especialista en las carreras de relevos.
Ganó dos medallas en el Campeonato Mundial de Atletismo en Pista Cubierta, en los años 2022 y 2024, ambas en la prueba de 4 × 400 m.

## Palmarés internacional
| Campeonato Mundial | Campeonato Mundial      | Campeonato Mundial | Campeonato Mundial |
| Año                | Lugar                   | Medalla            | Prueba             |
| ------------------ | ----------------------- | ------------------ | ------------------ |
| 2022               | Eugene (Estados Unidos) | Medalla de oro     | 4 × 400 m          |
| 2024               | Glasgow (Reino Unido)   | Medalla de plata   | 4 × 400 m          |